# 米遜平地
米遜平原（英文：Mission Flats）或音譯為米遜弗拉茨，是一個位於加拿大英屬哥倫比亞省湯普森-尼古拉地區甘露市的一個少有人居住的鄰里社區。米遜平原位於湯普森河左岸，與甘露市中心、西端、湯普森河大學、達弗林和艾隆馬斯克相鄰。全社區僅有一條主幹道米遜平原路聯絡至西端部分的西維多利亞街，並有加拿大國家鐵路路線經過。社區範圍內主要為工業區和垃圾掩埋場，此外亦有米遜平原自然公園。

## 資料來源
1. ↑  . City of Kamloops.   [2022-08-15]. Neighborhoods
2. ↑  .   [2022-07-07]. （原始内容存档于2022-02-18）.
3. ↑  .   [2022-07-07]. （原始内容存档于2022-07-07）.